# Мочениго, Томазо
Томазо Мочениго (итал. Tommaso Mocenigo; 1343, Венеция — 4 апреля 1423, Венеция) — 64-й венецианский дож.
Командовал венецианским флотом в экспедиции 1396 года в Никополь.

## Правление
Томазо Мочениго был избран дожем заочно 7 января 1414 года, когда находился в Кремоне в качестве посла. Решение об избрании в целях безопасности и из опасений за его жизнь сохранялось в тайне до момента его поспешного возвращения в Венецию из-за границы. Согласно древней венецианской традиции, глашатай в базилике Сан-Марко объявил собравшемуся на площади народу имя нового дожа и задал традиционный вопрос, согласен ли народ с этим выбором. Время показало, что это был последний дож, при выборах которого была соблюдена эта традиция. В 1423 году этот обычай был отменён, и олигархи получили, наконец-то, абсолютный контроль в вопросе выбора правителя государства.
Вскоре после инаугурации нового дожа Людовико, новый патриарх Аквилеи и давний недоброжелатель Венеции, объединился с королём Венгрии Сигизмундом с целью напасть на Республику. В 1419—1420 годах венецианцам пришлось вести войну на два фронта, но они не только отбили атаки, но и перешли в наступление, добившись выдающихся успехов. Венецианские отряды захватили Удине, Чивидале, Фельтре, Беллуно, Фриули и другие местности. Бои велись также в Далмации и Албании, но с меньшим успехом; в то же время венецианцам удалось захватить город Коринф, который считался ключом к Пелопоннесскому полуострову.
Успешная война была очень популярной, и много молодых венецианцев стремились стать участниками всё новых и новых завоеваний. Однако Мочениго предпочёл остановиться на достигнутом и не продолжать длительную и дорогостоящую войну, рискуя потерять уже приобретённое.
По окончании войны остальные годы правления Томазо Мочениго прошли мирно, и после продолжительной болезни дож скончался 4 апреля 1423 года, имея от роду почти восемьдесят лет.